# Jillian Janson

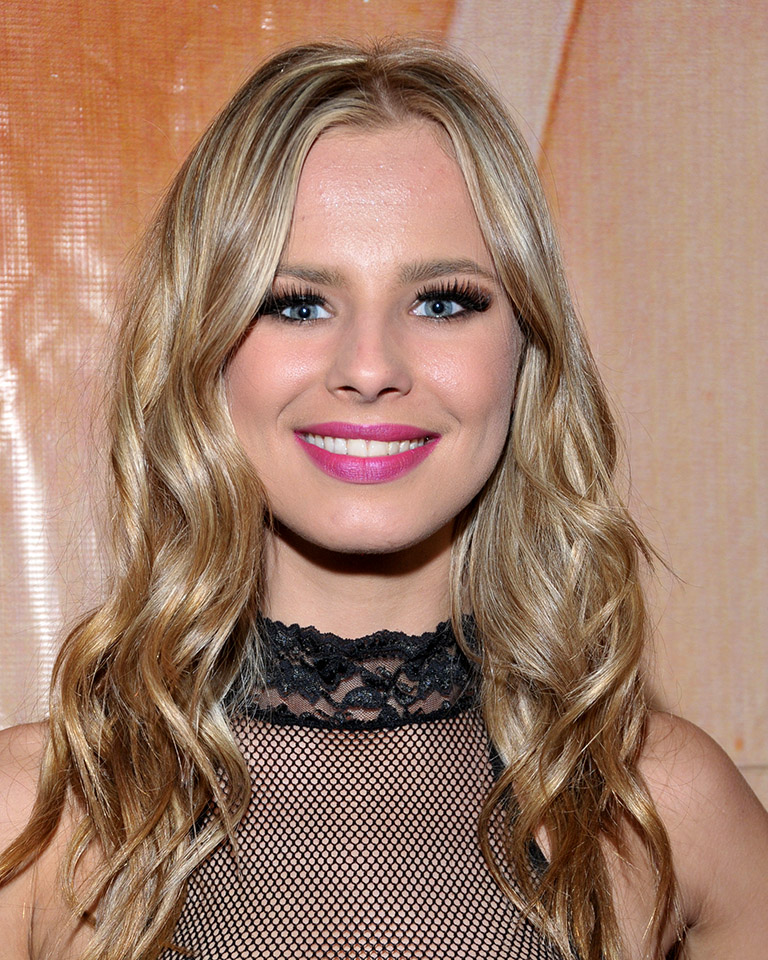
Jillian Janson bei der Exxxotica 2015

Jillian Janson (* 23. Mai 1995 in Minneapolis, Minnesota) ist eine US-amerikanische Pornodarstellerin.

## Werdegang
Ihre Eltern trennten sich, als sie noch ein Kind war. 
Janson drehte ihre erste Hardcore-Szene im Alter von 18 Jahren für die Website Barely Legal, als sie noch zur High School ging. Sie arbeitete bisher für folgende Studios: Mile High, Evil Angel, FM Concepts, Juicy Entertainment, New Sensations, Pure Play Media, Wicked Pictures und Jules Jordan Video. Sie drehte auch Szenen für die folgenden Websites: BangBros, Digital Desire, Naughty America und Reality Kings. Neben ihren Darstellungen in Filmen, die dem Genre „Teen“ zuzuordnen sind, ist sie auch für ihre Szenen in Teil 2 und 3 der Filmreihe Black & White bekannt. Für ihre POV-Szene zusammen mit Aidra Fox in dem Film Eye Contact von Jules Jordan wurde sie 2016 mit einem AVN Award ausgezeichnet.
Janson wurde 2016 auf CNBCs Liste „The Dirty Dozen: Porn's biggest stars“ auf Platz 9 gereiht.

## Auszeichnungen
- 2015: NightMoves Award als Best Female Performer
- 2016: AVN Award für Best POV Sex Scene in „Jules Jordan’s Eye Contact“[1]
- 2019: NightMoves Award als Best Adult Star Feature Dancer (Editor´s Choice)

## Filmografie (Auswahl)
- 2014: Born Flirty 3
- 2014: Pure Desire
- 2014: Slut Puppies 8
- 2014: Happy Ending Handjobs 8
- 2014: Wet Asses 4
- 2014: Fresh Girls
- 2014: Big Anal Asses 2
- 2014: Cumsumption
- 2014: Cuties 7
- 2014–2015: Women Seeking Women 110, 124
- 2014: Brothers & Sisters 3
- 2014: My First Interracial 2
- 2014–2015: Black & White 2, 3
- 2014: My Sister the Cheerleader
- 2015: Intimate Obsessions
- 2014: Hotel No Tell 2
- 2015: Schoolgirl P.O.V. 11
- 2015: Naughty Athletics 20
- 2015: Young and Delicious
- 2015: Just Jillian
- 2015: It’s a Daddy Thing! 6
- 2015: Eternal Passion 5
- 2015: Eye Contact
- 2015: DP Me 3
- 2015: Anal Beauty 1
- 2016: A Brazzers Christmas Special (Webserie, 2 Folgen)
- 2016: Mandingo Massacre 10
- 2017: Tonight’s Girlfriend 62
- 2017: Young Fantasies 1
- 2019: The Silent Caller